# Jaroslawa Musyka
Jaroslawa Lwiwna Musyka (geb. Stefanowytsch, ukrainisch Ярослава Львівна Музика; * 10. Januar 1894 in Saliszi, Galizien; † 23. November 1973 in Lwiw) war eine ukrainische Künstlerin, Restauratorin und Persönlichkeit des öffentlichen Lebens.

## Leben
Jaroslawa Musyka wurde in der Familie des Juristen Lew Stefanowytsch und Theodora aus der Priesterfamilie Sawtschynskyj geboren. Mütterlicherseits war sie die Nichte von Salome Kruschelnytska. Nachdem die Familie nach Lwiw umgezogen war, besuchte Jaroslawa die Malwerkstatt von Stanislaw Batowskyj und das Atelier von Iwan Trusch. In den Jahren 1910–1914 lernte sie Ikonenrestaurierung in der Kreativwerkstatt der Wissenschaftlichen Gesellschaft Schewtschenko bei  Mychajlo Bojtschuk. Von 1920 bis 1923 studierte Musyka an der Freie Akademie der Schönen Künste in Lwiw bei Leonard Podhorodecki. 1924 heiratete sie Maksym Musyka, einen Professor für Mikrobiologie und Vizerektor der Geheimen Universität in Lemberg. 1928 erhielt Musyka auf Empfehlung von Ilarion Swjenzizkyj einen Praktikumsplatz bei Igor Grabar in Moskau. Nach ihrer Rückkehr nach Lwiw arbeitete als Ikonenrestauratorin im Nationalmuseum.
Musyka war eine der Gründerinnen und Leiterin des Verbands unabhängiger ukrainischer Künstler. Unter ihrer Leitung wurden Ausstellungen von Olena Kultschyzka, Mykola Hluschtschenko, Leon Getz, Oleksa Hryschtschenko und Mychajlo Andrijenko-Netschytajlo organisiert. Sie war Mitglied der Ukrainischen Frauenunion und eine der Delegierten des Weltkongresses der ukrainischen Frauen in Stanislaw im Jahr 1934.
Jaroslawa Musyka beschäftigte sich mit Staffelei- und Monumentalmalerei, Buch- und Industriegrafik, Grafik und dekorativer Kunst. 1935 setzte die Künstlerin ihr Studium in Paris an der Privatakademie von André Lhote fort.

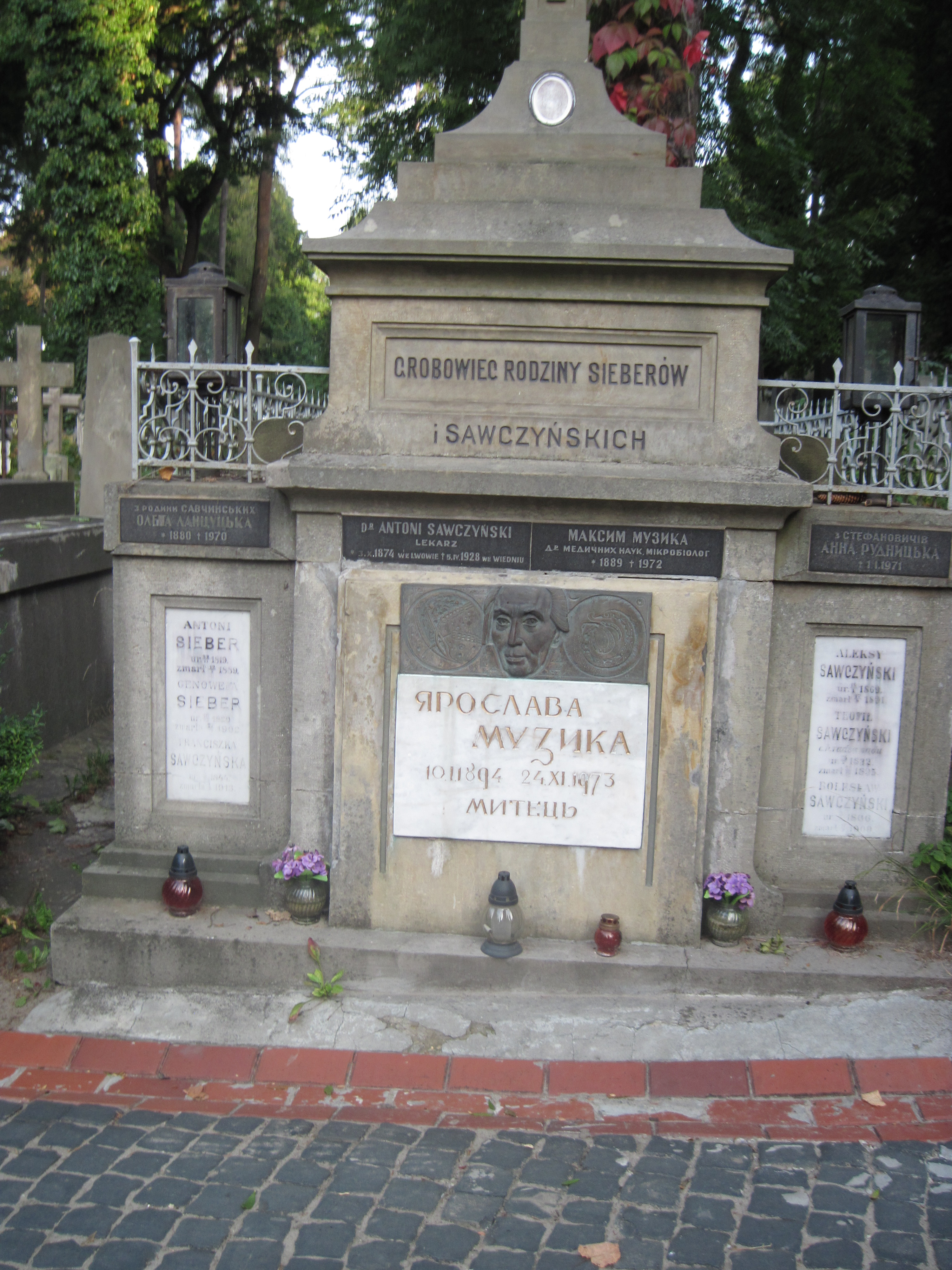
Grabstätte Jaroslawa Musyka

Im Sommer 1948 wurde Jaroslawa Musyka in Gurzuf von den sowjetischen Behörden verhaftet und zu 25 Jahren Gulag verurteilt. Sie verbüßte ihre Strafe in Taishetlag (Region Kemerowo, Russland) und drei weiteren sibirischen Lagern, wo sie in der Holzfällerei und der Glimmerspaltung arbeitete. Nach Stalins Tod wurde sie nach zahlreichen Petitionen im Juni 1955 freigelassen. Die an Tuberkulose erkrankte Künstlerin kehrte nach Lwiw zurück und setzte sie ihr künstlerisches Schaffen fort. Sie arbeitete in vielen verschiedenen Medien und Genres, darunter Ölmalerei, Grafik, Glasmalerei, Batik, Exlibris und Emaille. Von 1960 bis 1966 unterrichtete sie am Lwiwer Institut für angewandte und dekorative Kunst.
Jaroslawa Musyka starb am 23. November 1973 und wurde auf dem Lytschakiwski-Friedhof in Lwiw beigesetzt. Das bronzene Porträtrelief auf der Grabstätte stammt von Jewhen Dsyndra.